# 空と糸
「空と糸」は、MUCCの20枚目のシングル。2009年1月28日発売。発売元はユニバーサルミュージック。

## 概要
- 通常盤・初回限定盤の2種リリース。初回限定盤はDVD付。
- DVDには「ROCKSTAR Taste of Chaos」日本公演新木場コーストのライブ映像を収録。
- 初回盤・通常盤両方の購入者に、応募者全員にメンバーからの直筆サイン入りバレンタインカードが贈られる特典があった。
- PV監督は近藤廣行。
- L'Arc〜en〜CielのKenプロデュース第2弾。
- TBS系『さまぁ〜ず式』2・3月度エンディングテーマ。

## 収録曲

### 通常盤
1. 空と糸(4:10)
（作詞：逹瑯、作曲：ミヤ、編曲：ミヤ・Ken）
  - 歌詞は2パターンあったものの中からKenが選んだという。タイトルの意味を含んだ歌詞は冒頭のみで、ミヤ曰く「不意打ちを食らわせたかった感じ」。
  - 「アゲハ」と同時期に作られたが、海外で影響を受けた「アゲハ」に対し、日本らしさを出すため日本に帰ってから仕上げた。
  - PVを作る際、ミヤはデザイナーに「違和感をテーマに」と注文している。このコンセプトがアルバム『球体』につながる。
2. カナリア(3:20)
（作詞・作曲・編曲：ミヤ）

### 初回限定盤
CD
1. 空と糸(4:08)
2. 気化熱(4:45)
（作詞：逹瑯、作曲：SATOち、編曲：ミヤ・Ken）

DVD
1. ROCK STAR Taste of Chaos 日本公演新木場STUDIO COASTライヴ映像